# Augusto Gaudenzi
Augusto Gaudenzi (* 17. Mai 1858 in Bologna, Italien; † 25. März 1916 in Modena, Italien) war ein italienischer Historiker und Rechtswissenschaftler. Mit seinen Editionen mittelalterlicher rechtshistorischer Quellen hat er sich bleibende Verdienste erworben.

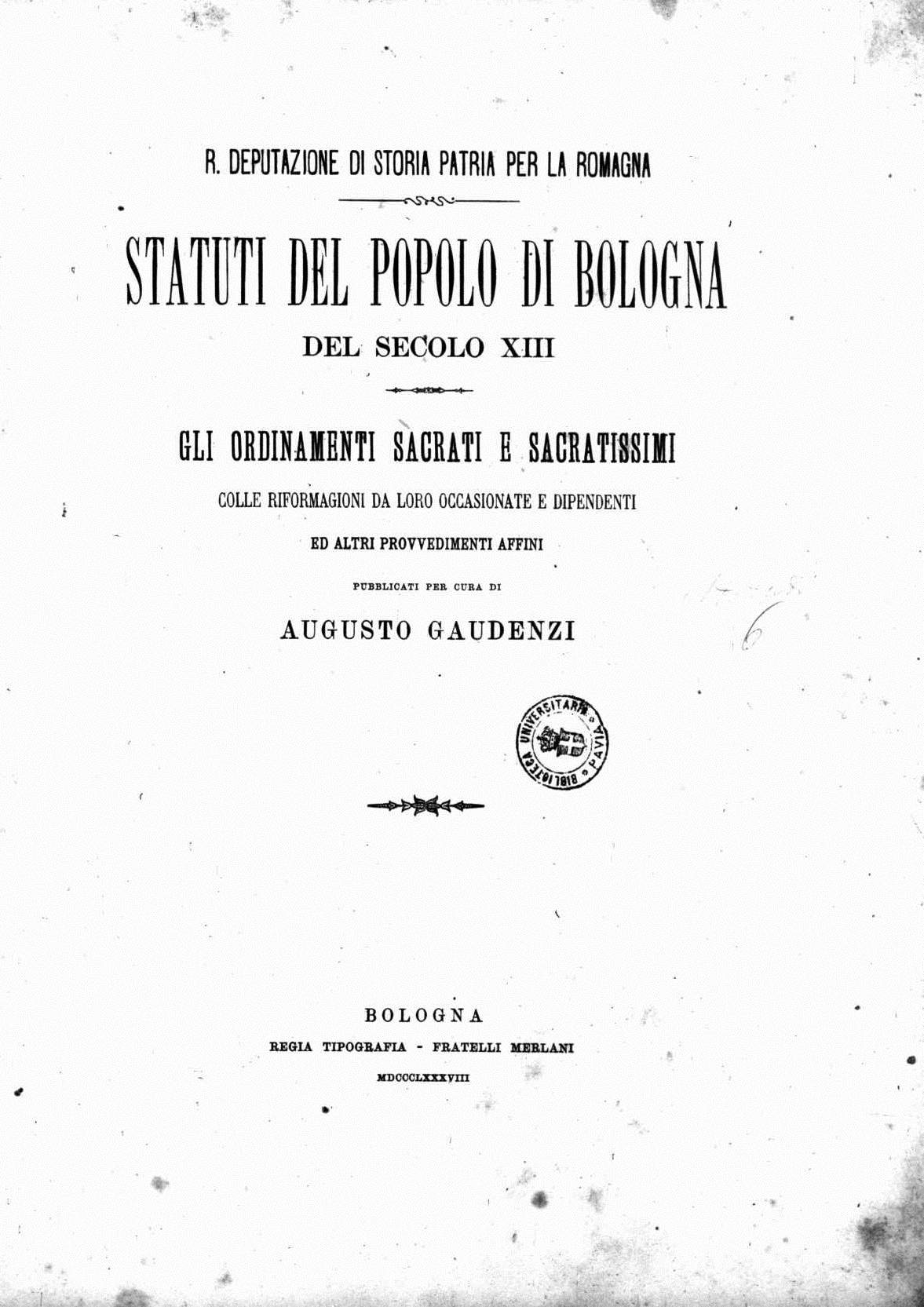
Statuti del popolo di Bologna del secolo XIII.

## Leben und Wirken
Gaudenzi war Rechtshistoriker und ordentlicher Professor der italienischen Rechtsgeschichte an der Universität Bologna, an welcher er studiert und im Jahr 1880 seinen Abschluss gemacht hatte. Seine Abschlussarbeit Sui collegi degli artigiani in Roma, die er mit Auszeichnung ablegte, wurde 1884 im Archivio giuridico XXXII veröffentlicht.
Zunächst widmete er sich in seinen Studien der Geschichte des diritto intermedio, d. h. der Geschichte der in Italien geltenden Rechtssysteme vom Ende des Römischen Reiches bis zur Errichtung des Nationalstaates, sowie dem Rechtspositivismus. Schließlich wandte er sich der Forschung im Bereich des germanischen Rechts zu, in deren Folge er zwei Werke veröffentlichte, La misura delle composizioni nelle antiche leggi germaniche (Bologna 1883) und La legge salica e gli altri diritti germanici (Bologna 1884). In den folgenden Jahren näherte er sich den Schriften und Gedanken von Nino Tamassia an, indem er sich von der in der italienischen Geschichtsschreibung vorherrschende germanistischen Konzeption des diritto intermedio entfernte und sich der Idee der Kontinuität des römischen Rechts zuwandte.
Er reiste durch verschiedene Städte, um sein Wissen zu vertiefen und entdeckte so wertvolle juristische Handschriften des Hochmittelalters, die er edierte, wie etwa Un'antica compilazione di diritto romano e visigoto con alcuni framenti delle leggi di Eurico tratta da un manoscritto della biblioteca di Holkham (Bologna 1886), eine Sammlung, die später von Gelehrten Collezione Gaudenziana genannt wurde. Sechs Kapitel des Codex Euricianus aus einer Handschrift der Biblioteca Vallicelliana veröffentlichte Gaudenzi 1888 unter dem Titel Tre nuovi frammenti dell'editto di Eurico in der Rivista italiana per le scienze giuridiche.
Aufgrund seiner Entdeckungen und Studien rief Gaudenti ein ambitioniertes Projekt ins Leben, mit dem er plante, bisher unveröffentlichte Rechtstexte in drei Abschnitten (Glossare, antike kanonische Sammlungen und römische juristische Zeugnisse des Hochmittelalters) herauszubringen. Von diesem Projekt kam nur der erste Teil zustande, doch in denselben Jahren führte ihn das Studium der Glossare zu den Stadtstudien von Bologna. Nach seiner Mitgliedschaft wurde er emeritierter Professor an der Regia Deputazione di storia patria per provincie di Romagna, einer Reihe lokaler staatlicher Instituten zur Geschichte Italiens vor der Einheit.
Er starb am 25. März 1916 in Modena.

## Ehrung
Im Andenken an ihn und Guido Fassò wurde das im Jahr 1986 gegründete Centro Interdipartimentale di Ricerca in Storia del Diritto, Filosofia e Sociologia del Diritto e Informatica Giuridica (CIRSFID) der Università di Bologna nach ihnen benannt. In Bologna und Rom sind Straßen nach ihm benannt.

## Werke
- Augusto Gaudenzi: Statuti del popolo di Bologna del secolo XIII: Gli ordinamenti sacrati e sacratissimi colle riformagioni da loro occasionate e dipendenti ed altri provvedimenti affini. Hrsg.: R. Deputazione di storia patria per la Romagna (= Dei monumenti istorici pertinenti alle provincie delle Romagne 1. Statuti. Band 6). Regia Tipografia Fratelli Merlani, Bologna 1888 (italienisch, Latein).